# Unterlüß
Unterlüß – dzielnica gminy Südheide w Niemczech, w kraju związkowym Dolna Saksonia, w powiecie Celle. Do 31 grudnia 2014 gmina samodzielna (niem. Einheitsgemeinde).